# MW 50
MW 50は第二次世界大戦時にドイツの航空機用エンジンで使用された、メタノールと水がほぼ同量より成る混合液、またはそれを利用した出力増強装置である。"MW 50"という名称は"独: Methanol Wasser 50, 英: Methanol Water 50" （メタノール 水 50）を意味する。以前には亜酸化窒素が用いられていたのであるが、水メタノールが入手容易であったことや、システム全体としても簡便であったことから、中高度以下ではMW 50が多く使われることとなった。

## 目的
水メタノールがスーパーチャージャー（過給機）内のタービンに噴霧されることでエンジンと吸気を冷却しノッキングを防ぎ、更に燃焼室内に送り込まれた水分が燃焼時に水蒸気となって膨張することにより出力の向上が期待できた。
主にノッキングを防ぎ、またブースト圧を高めるのにも用いられた。高いブースト圧はフル・スロットルで低空から一気に上昇する際に非常に効果的であり迎撃戦闘機にとって重要な装備であった。
構成成分
MW 50にはメタノールと水の他に腐蝕防止剤が少量添加されていた。実際には以下の3つの液体の混合物でできており、水は49.5%である。
1. メタノール 50%：ノッキングの防止が主な目的であり、凍結防止剤としての役割も担っている
2. 水 49.5%：
3. "Schutzol 39" 0.5%：オイルから精製した耐蝕用添加物

※ 構成割合のみについては、ジャン＝ベルナール・フラッペ & ジャン＝イヴ・ローラン 『フォッケウルフ Fw190 その開発と戦歴』p.180で確認可能。
類似のものとして水を69.5%、メタノールを30%にしたMW 30がある。これはMW50よりさらに高い冷却効果を持っていたが、高高度では凍結する恐れがあったため使用は低高度に限られた。メタノールの代わりにエタノールを使ったMW 30とMW 50の混合液も使用され、非常時には水だけでも使用された。

## 効果
MW 50は素晴らしい効果を発揮した。Fw190に搭載されたBMW 801D型エンジンでは、短時間ながら、離昇出力1700馬力を2100馬力にまで向上させることができた。またFw190D-9に搭載されたJumo 213A-1は、離昇出力1776馬力が2240馬力にまで向上したと言う。
MW 50の噴射は素晴らしい効果があった。MW 50を使ったシステムを稼動させるだけで、 給気の冷却効果によってより多くの空気がエンジン内に取り込め、ブースト性能によりBMW 801やDB 605のエンジンの場合、100馬力も出力が向上した。実際には、MW 50に使用によってスーパーチャージャーがさらに高いブースト圧で動作が可能となり、こういった複合的な効果によって出力を500馬力増やすことが可能であった。
海面上では1,600馬力のエンジンに2,000hp以上の出力を出させる事も可能だった。MW 50は6,000 mまでは有効であったが、それ以上の高度になると気温が低くなるため冷却効果があまり出ずエンジン出力を4%程度向上させるに留まった。
航空機には通常、MW 50をおよそ2-10分間程度消費するだけの量を搭載するのが限度だったが、迎撃戦闘任務において上昇率の増加とスピードの維持ができたため、非常に有効であった。MW 50の使用は1942年にBMW 801Dエンジンに初めて試みられたが、MW 50の使用によってシリンダーヘッドに小さなひび割れが確認されたため量産されなかった。代わりに1944年の初頭にメッサーシュミットBf109のDB605エンジンの後期型にMW 50注入システムが取り付けられた。戦争後半のエンジンの設計にはすべてこのシステムの搭載を考慮した設計となり、特にユンカース ユモ 213はブーストしない時の性能を犠牲にしてでも高高度でのスーパーチャージャーの性能を最適化するように設計していた。
ドイツはMW 50以外にも冷却システムを持っていた。いくつかの高高度用エンジンは、長時間エンジンを冷却するためにインタークーラーを備えており、BMW 801DはMW 50の代わりにスーパーチャージャー内にガソリンを噴射する "Erhöhte Notleistung"（Increased Emergency Performance System）と呼ばれる装置を持っていた。しかしこれは追加タンクや配管といった複雑な装置が必要ではなかったが有効ではなかった。戦争後期のエンジンは高高度のブーストシステム「GM-1」と呼ばれるナイトラス・オキサイド・システム（亜酸化窒素噴射装置）を装備していた。これはブースト圧を高める代わりに酸素を多く含んだ亜酸化窒素を加えるシステムだった。